# Vid
Vid là một thị trấn thuộc hạt Veszprém, Hungary. Thị trấn này có diện tích 3,17 km², dân số năm 2010 là 125 người, mật độ 39 người/km².